# Gare d'Ashiharabashi
La gare d'Ashiharabashi (芦原橋駅, Ashiharabashi-eki) est une gare ferroviaire de la ville d'Osaka au Japon. Elle est située dans l'arrondissement de Naniwa. La gare est gérée par la JR West.

## Situation ferroviaire
La gare d'Ashiharabashi est située au point kilométrique (PK) 8,2 de la ligne circulaire d'Osaka.

## Histoire
La gare est inaugurée le 1er avril 1966. Elle est la première gare du Japon à avoir été équipée d'un ascenseur pour personnes handicapées.

## Services aux voyageurs

### Accès et accueil
La gare dispose d'un bâtiment voyageurs, avec guichet, ouvert tous les jours.

### Desserte
- Ligne circulaire d'Osaka :
  - voie 1 : direction Tennōji
  - voie 2 : direction Nishikujō et Osaka

## Dans les environs
- Liberty Osaka